# بروتاغوراس
بروتاغوراس (باليونانية: Πρωταγόρας)‏‏ (487 ق.م - 420 ق.م) هو زعيم الفكر السوفسطائي في القرن الخامس قبل الميلاد. وتُعتبر أفكار بروتاغوراس هي أساس أفكار السوفسطائيين. كان يعتقد أن الإنسان هو مقياس كل شيء، أي أن الخير والشر الصح والخطأ، كلها يجب أن تُحدد بحسب حاجات الكائن البشري.

## الشك في الدين
رفض الديانة الوثنية المنتشرة في عصره وقال : «لا أستطيع أن أعلم إن كانت الآلهة موجودة أو غير موجودة وعلى أي صورة تكون -وذلك بسبب غموض الموضوع- وقصر عُمّر الإنسان». وذلك يعني أنه يتبع للتوجه الاأدري؛ ولذلك ثار عليه المجتمع اليوناني وأحرق كتبه.

## الشك في المعرفة
حيث قال: «الإنسان مقياس كل شيء ما يوجد وما لا يوجد»، ويقصد بالإنسان الكائن الفرد الذي يدرك المعرفة بحواسه النسبية المتغيرة ولذلك فالمعرفة سوف تصبح نسبية وأيضاً ترتب على ذلك أنه لا يوجد معيار ثابت للحقيقة أو الصواب والخطأ، لذلك أكد على أنه ما تراه حق فهو حق بالنسبة لك وما أراه باطلاً فهو باطل بالنسبة لي.

## المنهج المستخدم
هو منهج السوفسطائيين الذي يعتمد على الجدل القائم على المغالطة والتلاعب بالألفاظ، وهي السفسطة لأن المغالطة تكون غير إرادية أما السفسطة فتكون إرادية لقلب الحق إلى باطل أو العكس.

## روابط خارجية
- بروتاغوراس على موقع الموسوعة البريطانية (الإنجليزية)